# Desaparición de Sara Anne Wood
Sara Anne Wood (nacida el 4 de marzo de 1981) es una niña estadounidense que desapareció cerca de su casa en Litchfield, en el estado de Nueva York, el 18 de agosto de 1993, cuando tenía 12 años.
En 1996, un hombre llamado Lewis S. Lent Jr. fue acusado de secuestrar y asesinar tanto a Wood como a Jimmy Bernardo, también de 12 años, de Pittsfield (Massachusetts). Lent se declaró culpable de ambos asesinatos, recibiendo una sentencia obligatoria de cadena perpetua por el asesinato de Bernardo. También recibió una condena de 25 años a cadena perpetua por el asesinato de Wood, a pesar de que se retractó de su confesión y de que nunca se encontró el cuerpo de la niña.

## Antecedentes
Sara Anne Wood nació el 4 de marzo de 1981. En el momento de su desaparición, Wood tenía 12 años y residía en Litchfield (Nueva York), con sus padres, su hermano y su hermana.

## Desaparición
Wood fue vista por última vez a las 14:30 horas del 18 de agosto de 1993, montando en su bicicleta blanca y rosa por una tranquila carretera de Frankfort (Nueva York), cerca de su casa, después de salir de su iglesia en Sauquoit, donde su padre era pastor. En el momento de su desaparición, Wood llevaba una camiseta rosa con las palabras "Guess Who" bordadas en la parte delantera, pantalones cortos azul turquesa y sandalias marrones. La noche de su desaparición, se encontraron su bicicleta, un libro para colorear y lápices de colores escondidos en una zona de maleza junto a Hacadam Road.

## Investigación
Horas después de la desaparición de Wood, cientos de policías y bomberos voluntarios buscaron en campos de maíz y bosques a lo largo de decenas de kilómetros. Se establecieron más de mil pistas. Un mes después de la desaparición de Wood, la recompensa por su regreso había aumentado a más de 150 000 dólares.
En 1996, tres años después de la desaparición de Wood, un hombre de 45 años llamado Lewis S. Lent Jr. fue acusado de su secuestro y asesinato. Lent ya había sido detenido y acusado de intentar secuestrar a otra niña de 12 años en Pittsfield en enero de 1994.
Lent confesó no sólo el secuestro y asesinato de Wood, sino también el de James Bernardo, de 12 años, ocurrido en Pittsfield (Massachusetts), en 1990. Lent secuestró a Bernardo en un cine donde trabajaba como conserje.
Lent afirmó haber enterrado el cuerpo de Wood en un claro cercano al lago Raquette, en las montañas Adirondack, en la localidad de Inlet o cerca de ella. Lent admitió posteriormente que Wood no había sido enterrado allí. Se negó a revelar el paradero real de sus restos, alegando que había enterrado otro cuerpo cerca que no quería que fuera encontrado.
Aunque Lent se retractó posteriormente de sus declaraciones, fue declarado culpable del asesinato de Wood y condenado a una pena de entre 25 años y cadena perpetua. Lent también fue condenado a cadena perpetua sin posibilidad de libertad condicional por el asesinato de Bernardo.
En 2013, Lent confesó el asesinato en 1992 de James Lusher, de 16 años, cuyo cadáver tampoco se ha encontrado nunca. Lent aún no ha sido acusado en relación con el caso de Lusher.
Lent también es sospechoso de la desaparición en 1986 de Tammie McCormick, una estudiante de 13 años del instituto público de Saratoga Springs. McCormick fue vista por última vez en la escuela la mañana del 1 de mayo de 1986, al parecer informando a sus amigos de que se escapaba de casa y se dirigía a Florida.

## Hechos posteriores
Tras su desaparición, la familia de Wood fundó el Centro de Rescate Sara Anne Wood, más tarde rebautizado como la sucursal de Mohawk Valley del Centro Nacional para Menores Desaparecidos y Explotados.
Una búsqueda de los restos de Wood en 2015 resultó infructuosa. Actualmente, los restos de Wood aún no se han encontrado.